# AO Pierikos Katerinis 2012-2013
Questa voce raccoglie le informazioni riguardanti l'AO Pierikos Katerinis nelle competizioni ufficiali della stagione 2012-2013.

## Rosa
| N. |                   | Ruolo | Calciatore               |
| -- | ----------------- | ----- | ------------------------ |
| 1  | Grecia (bandiera) | P     | Triantafyllos Vasiliadis |
| 27 | Grecia (bandiera) | P     | Athanasios Tolios        |
| 87 | Grecia (bandiera) | P     | Dimitrios Papatolikas    |
| 2  | Grecia (bandiera) | D     | Giannis Lazaridis        |
| 4  | Grecia (bandiera) | D     | Pavlos Dimou             |
| 5  | Grecia (bandiera) | D     | Nestoras Kotsiopoulos    |
| 6  | Serbia (bandiera) | D     | Bojan Dojkić             |
| 20 | Grecia (bandiera) | D     | Panagiotis Giatsitsoglou |
| 23 | Grecia (bandiera) | D     | Christos Kartsabas       |
| 31 | Grecia (bandiera) | D     | Alexandros Toulikas      |
| 33 | Grecia (bandiera) | D     | Dimitrios Papastergiou   |
| 74 | Grecia (bandiera) | D     | Asterios Nikou           |
| 7  | Grecia (bandiera) | C     | Pavlos Katharios         |
| 8  | Grecia (bandiera) | C     | Dimitrios Itsios         |

| N. |                               | Ruolo | Calciatore             |
| -- | ----------------------------- | ----- | ---------------------- |
| 10 | Serbia (bandiera)             | C     | Igor Koić              |
| 13 | Macedonia del Nord (bandiera) | C     | Filip Despotovski      |
| 14 | Grecia (bandiera)             | C     | Sotirios Karagounis    |
| 15 | Grecia (bandiera)             | C     | Athanasios Papatolios  |
| 17 | Grecia (bandiera)             | C     | Dionysis Michailidis   |
| 19 | Spagna (bandiera)             | C     | Alberto López          |
| 52 | Grecia (bandiera)             | C     | Chrīstos Eleytheriadīs |
| 77 | Grecia (bandiera)             | C     | Georgios Vrachnos      |
| 80 | Brasile (bandiera)            | C     | Fabinho                |
| 9  | Spagna (bandiera)             | A     | Dani                   |
| 11 | Albania (bandiera)            | A     | Alexandros Secholari   |
| 29 | Grecia (bandiera)             | A     | Platon Karakatsanis    |
| 70 | Grecia (bandiera)             | A     | Symeon Papadopoulos    |
| 99 | Grecia (bandiera)             | A     | Anestis Panagiotidis   |